# Elena Vesnina
Elena Sergeyevna Vesnina (Lviv,Ucrânia 1 de agosto de 1986) é uma ex-tenista profissional russa nascida na Ucrânia, que é exímia duplista, mas consegue conciliar a carreira em simples. Seu melhor ranking pela WTA é o N° 21 em simples e 3 nas duplas. Ela é treinada pelo ex-tenista Andrei Chesnokov.
Elena Vesnina já conquistou 3 títulos de Grand Slam em Duplas, sendo que 2 desses no feminino (Roland-Garros de 2013 e o US Open de 2014) e 1 nas mistas (Aberto da Austrália de 2016). Além dessas conquistas, foi finalista de torneios do Grand Slam em outras oito oportunidades, sendo que 5 foram em Duplas e 3 em Duplas Mistas.
Em 2013, foi vice-campeã de Duplas do WTA Finals (ex-WTA Championships), já em 2016, jogando ao lado da compatriota Ekaterina Makarova, conquistou a medalha de ouro nas duplas femininas dos Jogos Olímpicos do Rio de Janeiro.

## Grand Slam

### Duplas: 11 (3–8)
| Posição | Ano  | Campeonato          | Piso   | Parceira             | Oponentes                                      | Placar             |
| ------- | ---- | ------------------- | ------ | -------------------- | ---------------------------------------------- | ------------------ |
| Vice    | 2009 | Roland Garros       | Saibro | Victoria Azarenka    | Anabel Medina Garrigues Virginia Ruano Pascual | 1–6, 1–6           |
| Vice    | 2010 | Wimbledon           | Grama  | Vera Zvonareva       | Vania King Yaroslava Shvedova                  | 6–7(6–8), 2–6      |
| Vice    | 2011 | Roland Garros (2)   | Saibro | Sania Mirza          | Andrea Hlaváčková Lucie Hradecká               | 4–6, 3–6           |
| Campeã  | 2013 | Roland Garros       | Saibro | Ekaterina Makarova   | Sara Errani Roberta Vinci                      | 7–5, 6–2           |
| Vice    | 2014 | Aberto da Austrália | Duro   | Ekaterina Makarova   | Sara Errani Roberta Vinci                      | 4–6, 6–3, 5–7      |
| Campeã  | 2014 | US Open             | Duro   | Ekaterina Makarova   | Martina Hingis Flavia Pennetta                 | 2–6, 6–3, 6–2      |
| Vice    | 2015 | Wimbledon           | Grama  | Ekaterina Makarova   | Martina Hingis Sania Mirza                     | 7–5, 6–7(4–7), 5–7 |
| Campeã  | 2017 | Wimbledon           | Grama  | Ekaterina Makarova   | Chan Hao-ching Monica Niculescu                | 6–0, 6–0           |
| Vice    | 2018 | Aberto da Austrália | Duro   | Ekaterina Makarova   | Tímea Babos Kristina Mladenovic                | 4–6, 3–6           |
| Vice    | 2021 | Wimbledon           | Grama  | Veronika Kudermetova | Hsieh Su-wei Elise Mertens                     | 6–3, 5–7, 7–9      |

### Duplas Mistas: 4 (1–3)
| Resultado | Ano  | Campeonato          | Piso  | Parceiro        | Oponentes                         | Placar           |
| --------- | ---- | ------------------- | ----- | --------------- | --------------------------------- | ---------------- |
| Vice      | 2011 | Wimbledon           | Grama | Mahesh Bhupathi | Jürgen Melzer Iveta Benešová      | 3–6, 2–6         |
| Vice      | 2012 | Aberto da Austrália | Duro  | Leander Paes    | Horia Tecău Bethanie Mattek-Sands | 3–6, 7–5, [3–10] |
| Vice      | 2012 | Wimbledon (2)       | Grama | Leander Paes    | Mike Bryan Lisa Raymond           | 3–6, 7–5, 4–6    |
| Campeão   | 2016 | Aberto da Austrália | Duro  | Bruno Soares    | Coco Vandeweghe Horia Tecau       | 6–4, 4–6,10-5    |

## WTA finals

### Duplas: 1 (0–1)
| Resultado | Ano  | Campeonato | Piso     | Parceira           | Oponentes               | Placar   |
| --------- | ---- | ---------- | -------- | ------------------ | ----------------------- | -------- |
| Vice      | 2013 | Istanbul   | Duro (i) | Ekaterina Makarova | Hsieh Su-wei Peng Shuai | 4–6, 5–7 |

## Tier I / Premier Mandatory & Premier 5 finais

### Duplas: 10 (4 títulos, 6 vices)
| Resultado | Ano  | Campeonato       | Piso   | Parceira           | Oponentes                                 | Placar           |
| --------- | ---- | ---------------- | ------ | ------------------ | ----------------------------------------- | ---------------- |
| Campeã    | 2008 | Indian Wells     | Duro   | Dinara Safina      | Yan Zi Zheng Jie                          | 6–1, 1–6, [10–8] |
| Campeã    | 2011 | Indian Wells (2) | Duro   | Sania Mirza        | Bethanie Mattek-Sands Meghann Shaughnessy | 6–0, 7–5         |
| Vice      | 2012 | Indian Wells     | Duro   | Sania Mirza        | Liezel Huber Lisa Raymond                 | 2–6, 3–6         |
| Vice      | 2012 | Madrid           | Saibro | Ekaterina Makarova | Sara Errani Roberta Vinci                 | 1–6, 6–3, [4–10] |
| Vice      | 2012 | Rome             | Saibro | Ekaterina Makarova | Sara Errani Roberta Vinci                 | 2–6, 5–7         |
| Campeã    | 2012 | Pequim           | Duro   | Ekaterina Makarova | Nuria Llagostera Vives Sania Mirza        | 7–5, 7–5         |
| Campeã    | 2013 | Indian Wells (3) | Duro   | Ekaterina Makarova | Nadia Petrova Katarina Srebotnik          | 6–0, 5–7, [10–6] |
| Vice      | 2014 | Miami            | Duro   | Ekaterina Makarova | Martina Hingis Sabine Lisicki             | 6–4, 4–6, [5–10] |
| Vice      | 2015 | Indian Wells     | Duro   | Ekaterina Makarova | Martina Hingis Sania Mirza                | 3–6, 4–6         |
| Vice      | 2015 | Miami            | Duro   | Ekaterina Makarova | Martina Hingis Sania Mirza                | 5–7, 1–6         |

## WTA Tour finais

### Simples: 8 (2 títulos, 6 vices)
| Legenda                                      |
| -------------------------------------------- |
| Grand Slam (0–0)                             |
| WTA Tour (0–0)                               |
| Tier I / Premier Mandatory & Premier 5 (0–0) |
| Tier II / Premier (1–2)                      |
| Tier III, IV & V / International (1–4)       |

| Títulos por Piso |
| ---------------- |
| Duro (1–4)       |
| Grama (1–0)      |
| Saibro (0–2)     |
| Carpete (0–0)    |

| Resultado | N. | Data             | Campeonato                                       | Piso         | Oponente                 | Placar        |
| --------- | -- | ---------------- | ------------------------------------------------ | ------------ | ------------------------ | ------------- |
| Vice      | 1. | 10 Janeiro 2009  | ASB Classic, Auckland, Nova Zelândia             | Duro         | Elena Dementieva         | 4–6, 1–6      |
| Vice      | 2. | 29 Agosto 2009   | New Haven Open at Yale, New Haven, EUA           | Duro         | Caroline Wozniacki       | 2–6, 4–6      |
| Vice      | 3. | 31 Julho 2010    | İstanbul Cup, Istanbul, Turquia                  | Duro         | Anastasia Pavlyuchenkova | 7–5, 5–7, 4–6 |
| Vice      | 4. | 25 Setembro 2010 | Tashkent Open, Tashkent, Uzbequistão             | Duro         | Alla Kudryavtseva        | 4–6, 4–6      |
| Vice      | 5. | 10 Abril 2011    | Family Circle Cup, Charleston, EUA               | Saibro verde | Caroline Wozniacki       | 2–6, 3–6      |
| Vice      | 6. | 5 Maio 2012      | Budapest Grand Prix, Budapeste, Hungria          | Saibro       | Sara Errani              | 5–7, 4–6      |
| Campeã    | 1. | 12 Janeiro 2013  | Moorilla Hobart International, Hobart, Austrália | Duro         | Mona Barthel             | 6–3, 6–4      |
| Campeã    | 2. | 22 Junho 2013    | AEGON International, Eastbourne, Reino Unido     | Grama        | Jamie Hampton            | 6–2, 6–1      |